# Akyodes
Els akyodes són els membres d'un grup èntic guang que viuen a la regió Vola de Ghana, a la frontera amb Togo. En aquest país hi ha entre 10.400 i 14.000 akyodes. La seva llengua materna és el gikyode. El seu codi ètnic és NAB59a i el seu ID és 10237.

## Situació geogràfica i pobles veïns
El territori dels akyodes està situat al districte de Nkwanta Meridional, al nord de la regió Volta al centre est de Ghana. Hi ha 9 aldees remotes que parlen el gikyode a prop de la frontera amb Togo.
Segons el mapa lingüístic de Ghana de l'ethnologue, el territori de parla gikyode fa frontera amb Togo, a l'est i al nord i amb els chales i els adeles al sud. A l'oest hi ha un territori despoblat.
Els akyodes són considerats els indígenes del districte de Nkwanta Meridional. El seu poblat amb més població és Shiare.

## Economia
Els akyodes són agricultors i cultiven principalment nyam i cassava. Els que viuen a la zona muntanyosa cultiven també pinyes i bananes.

## Etnologia
Els akyodes tenen la reputació de ser un poble bel·licós, sobretot els de l'aldea de Nyambong. Entre els akyodes hi ha molts avortamets de noies joves no casades perquè creuen que si una noia resulta embarassada sense estar casada, ja no podrà tenir més fills.

### Festes i costums
Un dels moments més destacats de la vida dels akyodes són els funerals, ja que entre ells el culte als morts és important.
A finals d'agost o principis de setembre celebren el seu festival principal. Cadascuna de les aldees el celebren un dia diferent. Celebren el cultiu dels nous cultius de nyam, que són purificats.

## Llengües
La llengua materna dels akyodes és el gikyode. A més a més, també parlen la llengua àkan.

## Religió
La gran majoria dels akyodes (93%) creuen en religions africanes tradicionals, un 6% són cristians i hi ha una petita minoria de l'1% que són musulmans. El 90% dels akyodes cristians són catòlics i el 10% són protestants. Segons el joshuaproject, només el 0,4% dels akyodes cristians segueixen el moviment evangèlic.
El cristianisme és preponderant en les aldees de Nyambong, Keri i Abrewankor. A Shiare i Chilinga la majoria de la seva població creu en religions africanes tradicionals.

### Creences segons la seva religió tradicional
Els akyodes creuen en Wurubuare, el seu Déu Suprem únic. A més a més, també creuen en diferents déus menors i ídols.